# Воронин, Никита Исаевич
Ники́та Иса́евич Воро́нин (1840—1905) — основатель и первый пресвитер баптистской общины Тифлиса. В официальной историографии евангельских христиан-баптистов признан «первым русским баптистом».
Молоканский проповедник Никита Воронин в результате духовных поисков пришёл к баптистскому пониманию Священного Писания и принял водное крещение от немецкого колониста баптиста Мартина Кальвейта.
Современные евангельские христиане-баптисты считают ночь крещения Воронина (20 августа 1867 года) датой основания русско-украинского баптизма, а Тифлисскую общину баптистов — первой баптистской общиной из коренного населения Российской империи.

## Биография
Никита Воронин родился в 1840 году в Балашове Саратовской губернии, в молоканской семье. Его родители, занимавшиеся торговлей, вскоре после рождения Никиты переехали в Тифлис.
Никита Воронин был состоятельным купцом, зарабатывавшем торговлей чаем. Ко времени своего крещения Воронин стал чтецом и толкователем Священного Писания в молоканском собрании. Миссионер Яков Деляков вспоминал, что Воронин «был яркий молодой человек, одарённый в речах и очень уважаемый в собрании молокан. Они ожидали, что он будет помощником их пастору и позже станет их главным пастором».
Согласно описанию православного священника Николая Каллистова, Воронин, уже будучи баптистом, отлично знал Библию, был начитанным в области богословия и обладал свободным даром речи. Каллистов отмечал, ссылаясь на одного из лидеров баптистской общины Тифлиса, что Воронин перечитал всю богословскую литературу на русском языке, какую сумел найти. «Воронин может на какую угодно догматическую или нравственную истину не только сейчас же наизусть прочесть соответствующий текст, но и указать с математической точностью главу книги и даже стих, — позволительно думать, что в этом отзыве есть значительная доля правды», — писал Каллистов.

### Крещение Воронина

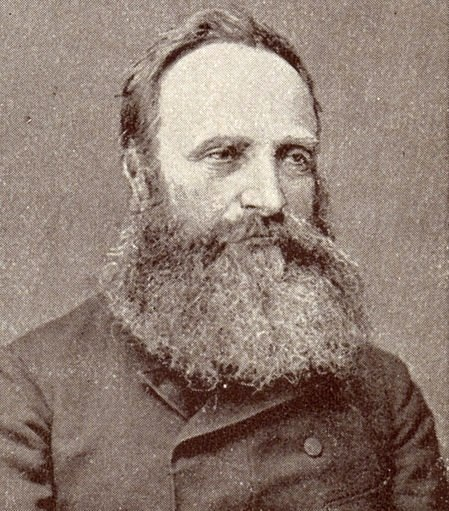
Мартин Карлович Кальвейт (1833—1918)

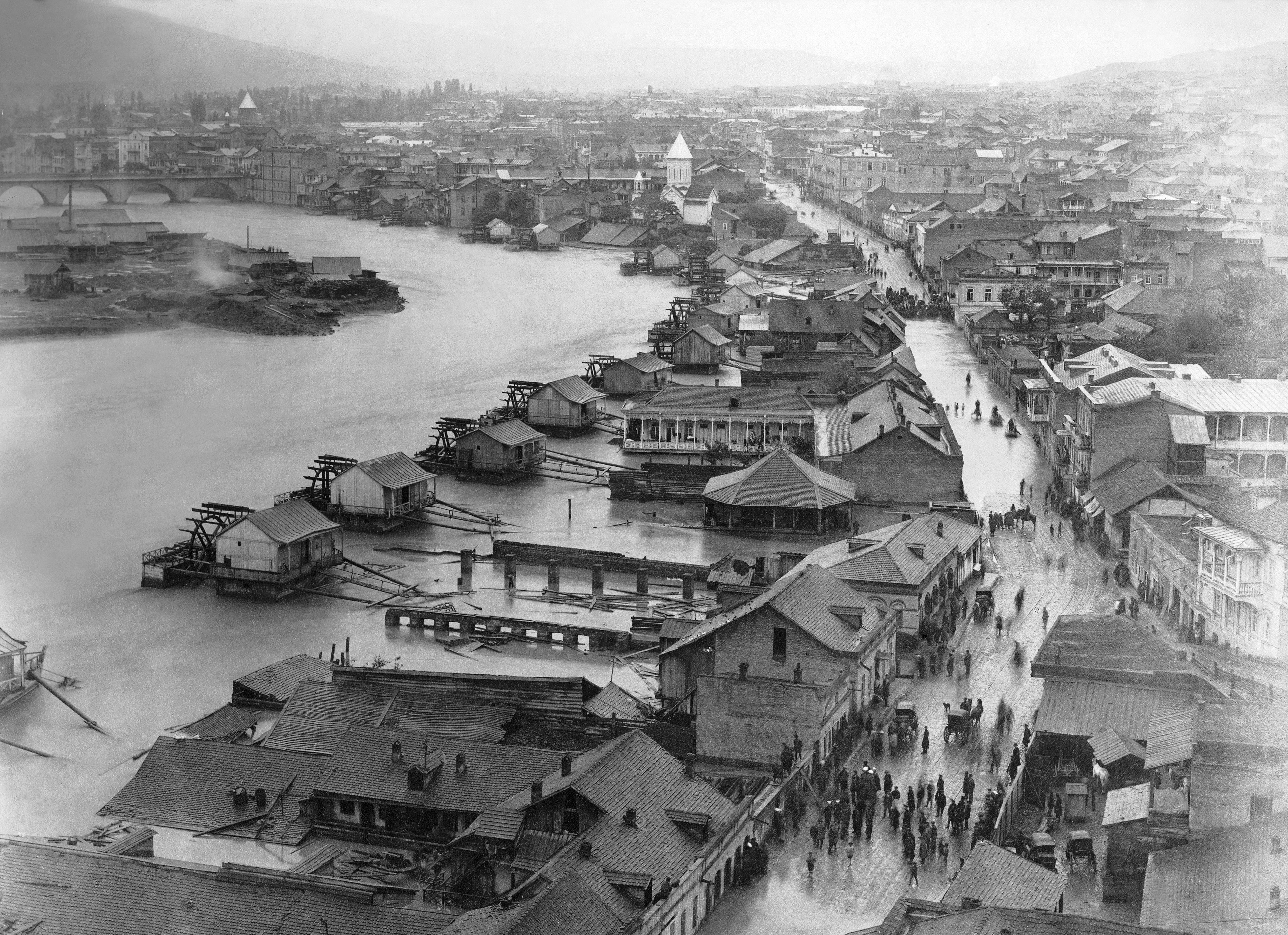
Район водяных мельниц в Тифлисе считается местом крещения Воронина

Согласно традиционному учению молокан, новозаветную заповедь о крещении нужно понимать духовно, а значит креститься не следует в буквальном смысле. Более того, крещение у них ассоциировалось с переходом в православие (язычество в их понимании) и духовной смертью. По воспоминаниям Воронина, к мысли о необходимости совершить водное крещение он пришёл в результате общения в 1863 году с проповедниками водных молокан: Яковом Танасовым и Никитой Северовым, а также собственных духовных поисков. На его взгляды повлияло также общение с книгоношей Британского и зарубежного библейского общества шотландцем Джоном Мельвилем и пресвитерианским миссионером, ассирийцем по происхождению, Яковом Деляковым, с которыми он познакомился в 1864 и в 1865 году. Воронин вспоминал, что от Мельвиля и Делякова он «подобно Аполоса от Акилы и Прискилы точней узнал путь Господень».
Воронин обратился с просьбой о крещении к Делякову. Деляков, как пресвитерианский миссионер, иногда совершал крещения, однако в случае с Ворониным воздержался, «чтобы не впасть в пренебрежение молокан», как он писал позднее. Деляков познакомил Воронина с проживающим в Тифлисе немецким баптистом Мартином Кальвейтом, переехавшим сюда из Литвы в 1863 году. По воспоминаниям Кальвейта, ко времени крещения Воронина в немецкой колонии Тифлиса существовала община баптистов из 15 человек. Все они были немцы, контактов с русскими не искали, жили тихо и спокойно, а русскоязычное население о них не знало до тех пор, пока Деляков не привел к ним «тщательно ищущего в Писании и желавшего креститься» Никиту Воронина. Кальвейт и члены его семьи через Делякова, выступившего переводчиком, провели с Ворониным собеседование и убедились, что его вероисповедание соответствует баптистскому. Ночью 20 августа 1867 года (то есть через несколько часов после знакомства) Кальвейт крестил Никиту Воронина в реке Куре в Тифлисе.

### Тифлисская община

Стоят слева направо: В. Г. Павлов; В. В. Иванов. Сидят слева направо: В. Н. Тресковский; С. Г. Родионов; М. К. Кальвейт. Кроме Иванова все остальные — члены Тифлисской общины. Снимок сделан в 1874 или 1875 году

Опасаясь негативного отношения, Воронин некоторое время скрывал факт своего крещения от молокан, особенно от своей жены — женщины религиозной и ревностной. Он тайно посещал семью Кальвейта, состоящую из пяти или шести человек. Со временем тайна была открыта, и довольно скоро жена приняла веру мужа. Молоканские старцы, переживая переход проповедника в другую веру, приходили к Воронину увещевать и «наставлять на путь истинный». Собрания и собеседования с молоканами на богословские темы происходили ежедневно, иногда с утра до ночи, щедрый Воронин угощал гостей чаем и даже обедами. Постепенно вокруг него собралась группа молокан, согласных с баптистскими взглядами. Так возникла Тифлисская баптистская община, начались первые крещения бывших молокан.
Через четыре года община насчитывала двенадцать человек, примерно в это же время к ней присоединился Кальвейт со своей группой. В числе присоединившихся к общине через крещение молокан был и Василий Павлов (в будущем пресвитер Тифлисской общины и председатель Союза русских баптистов) и Василий Иванов (в будущем пресвитер Бакинской общины баптистов и редактор журнала «Баптист»). В первые годы тифлисская церковь руководствовалась составленным Ворониным «Уставом богослужения и догматами веры». В 1882 году Воронин при участии редактора тифлисской газеты и члена общины Василия Тресковского, а также Мартина Кальвейта и Василия Павлова издал сборник гимнов «Голос веры».
К концу 1870-х дочерние церкви Тифлисской общины существовали в селе Воронцовка Борчалинского уезда и городе Гори Тифлисской губернии, селах Чухур-Юрт Шемахинского уезда и Андреевка Ленкоранского уезда Бакинской губернии, селах Ново-Ивановка, Ново-Саратовка и Ново-Михайловка Елизаветопольского уезда и селе Михайловка Казахского уезда Елизаветопольской губернии. В 1870—1880-х годах появились группы баптистов в Терской области — во Владикавказе, Моздоке, Георгиевске, Грозном, в станицах Павлодольская, Закан-Юртовская, Троицкая, Новотерская, Алекуйские хутора.
В декабре 1879 года Воронин был отлучён общиной за приобретение пая в банке, предоставлявшем ссуды под проценты. Отлучение Воронина не было признано всеми (например, его не признал Василий Иванов), в результате более двух лет в Тифлисе существовали две баптистские общины, одну из которых возглавлял Василий Павлов, а вторую — Никита Воронин. В июле 1882 года состоялось полное примирение сторон, отлучение было отменено, общины воссоединились.

### Преследования и смерть
Воронин дважды подвергался судебным преследованиям за свои религиозные взгляды: в 1887 и в 1894 годах.
В 1887 году — после того, как грузинский экзарх РПЦ Павел обвинил тифлисских баптистов в миссионерстве среди православных и предложил выслать Воронина («как самого вредного») и Павлова. Вместе с армяно-лютеранским проповедником Авраамом Амирханянцем Воронина и Павлова арестовали. После заключения в тюрьме Метехский замок их вместе с семьями сослали на 4 года в Оренбург под надзор полиции. Жили в селе Покровка в 10 км от Оренбурга: Павлов занимался земледелием, Воронин имел небольшую мельницу, Амирханянц работал над переводом Библии на турецко-азербайджанское наречие.
В 1894 году штунда (к которой причисляли и российских баптистов) была объявлена «одной из наиболее опасных в церковном и государственном отношениях» «сект» Российской империи, в результате чего Воронин вновь был сослан под присмотр полиции в Вологодскую губернию на 5 лет.
Никита Исаевич Воронин скоропостижно скончался 20 мая 1905 года, когда он участвовал в работе Всероссийского съезда баптистов и евангельских христиан в Ростове-на-Дону.

## Значение крещения Воронина
Советско-российский религиовед Лев Митрохин назвал Воронина «пионером русского баптизма». В официальной историографии современных евангельских христиан-баптистов (в частности, в издании ВСЕХБ о своей истории — книге «История евангельских христиан-баптистов в СССР») Воронин признан «первым русским баптистом», а ночь его крещения утверждена, как дата основания русско-украинского баптизма. Это утверждение основывается на более ранних публикациях в баптистской печати и на том факте, что в 1967 году ВСЕХБ широко отмечал 100-летний юбилей братства евангельских христиан-баптистов в СССР. Последующие юбилеи баптистского движения в России также отмечаются в эту дату.

## Альтернативные версии о «первом русском баптисте»
Коллежский асессор, помощник делопроизводителя Главноначальствующего гражданской частью на Кавказе В. А. Валькевич написал большую работу антисектантской направленности «Записка о пропаганде протестантских сект в России и в особенности на Кавказе» (1900). Книга содержит уникальный материал по истории русского баптизма, включая протоколы следственных действий и частную переписку, изъятую у верующих при обысках. В числе прочего, Валькевич сообщал, ссылаясь на книгу священника Рождественского «Южнорусский штундизм», что первым русским баптистом следует считать Матвея Сабуленко, крещённого Иоганном Вилером в 1863 году. О крещении Сабуленко в октябре 1863 года писал также Михаил Клименко, кроме того, он упоминал о крещении пяти русских на Молочной и в Хортице в 1862—1864 годах.
Также Валькевич, ссылаясь на помещённый в нелегальном протестантском журнале «Беседа» отчёт баптистского миссионера Ф. П. Балихина, утверждал, что последний, вероятно, был крещён около 1866 года. Что касается Воронина, то Валькевич считал его первым русским баптистом в Закавказье.

## Комментарии
1. ↑  Водные молокане - это молокане, приемлющие водное крещение. Однако в отличие от баптистов, считающих, что крещение должно обязательно являться результатом осознанного выбора и потому людей следует крестить только во взрослом или подростковом возрасте, водные молокане практикуют также детокрещение.
2. ↑  Деляков на момент знакомства с Ворониным так же, как и водные молокане, считал допустимым детокрещение, однако спустя годы пришёл к характерному для баптистов убеждению, что крестить следует только в сознательном возрасте[9].
3. ↑  По воспоминаниям Воронина, крещение состоялось в вечернее время[8][10]. Позднее время, вероятно, было выбрано намеренно, чтобы скрыть факт крещения от молокан, благодаря чему Воронин, по собственным воспоминаниям, еще «с год» продолжал посещать молоканское общее собрание[8].
4. ↑  По баптистской традиции крещение было совершено полным погружением в воду[12].
5. ↑  Значимо, что крещение состоялось после нескольких часов знакомства (то есть влияние Кальвейта на формирование взглядов Воронина было минимальным), поскольку в дальнейшем фактом крещения Воронина от немца подкреплялся тезис о сильном немецком влиянии на формирование первых баптистских общин[14].
6. ↑  Павлов некоторое время работал приказчиком у Воронина[17].
7. ↑  Полное название — «Голос веры или собрание духовных песен и псалмов для пения, для употребления при общественном и домашнем богослужении христиан баптистского исповедания»[21]. В современности псалмы из «Голоса веры» входят в сборник «Песнь Возрождения».
8. ↑  Несмотря на это, Воронин, как и многие ссыльные, испытывал острую нужду в материальных средствах. В письме проповеднику А. М. Мазаеву в 1889 году он писал: «совершенно не имею средств к жизни»[8].
9. ↑  В самой книге «Южнорусский штундизм» на указанной Валькевичем странице (с.45) эта информация отсутствует.